# Torre de Capo di Bove

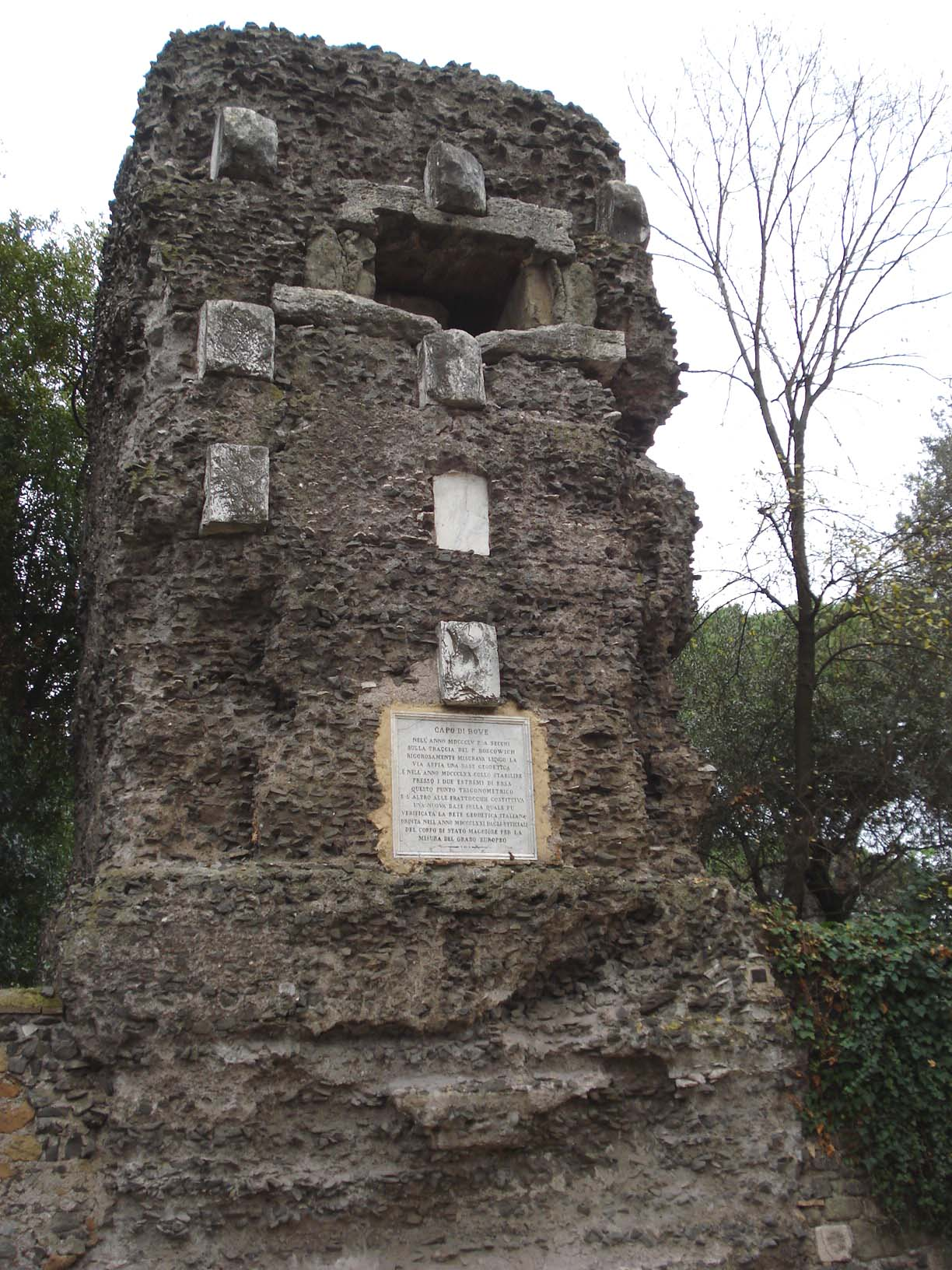
Vista da torre.

Torre de Capo di Bove é o nome pelo qual é conhecida um túmulo localizado na quarta milha da Via Ápia Antiga, no quartiere Appio-Pignatelli de Roma, logo depois do cruzamento com a Via di Cecilia Metella. Trata-se de um antigo mausoléu do período republicado construído em opus cementitium e seu nome é uma referência à sua forma similar à de torre. Em 1855, o padre e astrônomo Angelo Secchi realizou várias medidas no local para aferir a rede geodésica da capital, um evento relembrado por uma placa afixada nas ruínas do monumento.